# A-2075
La A-2075 es una carretera autonómica de la Red de carreteras de Andalucía que sirve de acceso desde la carretera A-491 a la localidad de Rota.
- Datos: Q5653208